# Santi Celso e Giuliano
Santi Celso e Giuliano är en kyrkobyggnad och mindre basilika i Rom, helgad åt de heliga Celsus och Julianus, vilka led martyrdöden i Antinopolis omkring år 304. Kyrkan är belägen vid Via del Banco di Santo Spirito i Rione Ponte och tillhör församlingen San Giovanni dei Fiorentini.

## Kyrkans historia
Kyrkan konsekrerades år 432 under påve Celestinus I:s pontifikat (422–432). I början av 1500-lät påve Julius II riva den medeltida kyrkan för att uppföra en ny, efter ritningar av Donato Bramante. Projektet drog ut på tiden och år 1535 stod den klar. Under Clemens XII (1730–1740) revs byggnaden på nytt, då den hade förfallit och arkitekten Carlo de Dominicis fick i uppdrag att rita en ny kyrka. Denna konsekrerades av kardinal Giovanni Antonio Guadagni den 11 mars 1736. Inskriptionen på fasadens fris lyder:
Carlo de Dominicis lät sig influeras av både Berninis och Borrominis arkitektoniska formspråk. Kyrkans grundplan är inspirerad av Berninis Sant'Andrea al Quirinale. I det borrominiska formspråket influerades de Dominicis i utformningen av fasadens stuckutsmyckningar samt kupolen.
Under Andrea Busiri Vicis ledning genomfördes stabiliseringsarbeten samt omläggning av kyrkans golv år 1868.

## Interiören
Högaltarmålningen utgörs av Pompeo Batonis Den förhärligade Kristus med de heliga Celsus, Julianus, Marcionilla och Basilissa från 1738.
Kyrkan har sex sidokapell, tre på var sida.

### Höger sida
Det första sidokapellet på höger hand är invigt åt de heliga Artemia och Januaria och hyser målningen Den helige påven Cornelius med de heliga Artemia och Januaria, utförd 1737 av Gaetano Lapis. I det andra kapellet har Emanuele Alfani målat Den heliga Maria Magdalena. Det tredje kapellets altare har ett träkrucifix från 1400-talet.

### Vänster sida
Första kapellet till vänster har målningen Kristi dop av Giuseppe Ranucci, medan det andra kapellet smyckas av målningen Den helige Liberius av Ravenna, utförd av Giuseppe Valeriani. Det tredje och sista kapellet på vänster hand är invigt åt Madonna delle Grazie och hyser en kopia av en medeltida ikon som numera finns i kyrkan Santa Maria della Consolazione.

## Bilder
| - Elevation och grundplan. - Santi Celso e Giuliano (nummer 575) på Giovanni Battista Nollis karta över Rom från år 1748. Nummer 550 anger Sant'Orsola della Pietà och 576 Oratorio di San Celso. |